# Astragalus maritimus
Astragalus maritimus Moris, 1837 è una pianta erbacea, appartenente alla famiglia Fabaceae, endemica della Sardegna sud-occidentale.

## Descrizione
Si tratta di una specie terofita (raramente emi-criptofita), a sviluppo vegetativo stagionale.
Ha foglie composte da foglioline paripennate di colore verde-glauco; i fusti multipli ascendenti, sono leggermente pelosi; l'infiorescenza è a 6-12 fiori, corolle lunghe 18–20 mm, colore rosa-violetto. I frutti sono baccelli molto arcuati.

## Biologia
La pianta non è appetita del bestiame (probabile non commestibilità), c'è invece chi dice che piuttosto è a rischio di danno per la modificazione antropica (transito e calpestio).

## Distribuzione e habitat
La pianta è presente esclusivamente in un areale estremamente ristretto, a nord dell'isola di San Pietro (CI) (meno di due ettari), su suolo arido, povero ed incoerente, su base roccioso - vulcanica.

## Conservazione
Per la ristrettezza del suo areale e il costante declino della popolazione, la IUCN Red List classifica Astragalus maritimus come specie in pericolo critico di estinzione.
L'intera popolazione ricade all'interno del Sito di Importanza Comunitaria "Isola di San Pietro” (ITB040027) ed è sottoposta a continuo monitoraggio da parte del Centro per la conservazione della biodiversità dell'Università di Cagliari